# سایکو سید
سایکو سید (انگلیسی: Sid Eudy; ۱۶ دسامبر ۱۹۶۰ – ۲۶ اوت ۲۰۲۴) کشتی‌گیر کشتی حرفه‌ای، بازیگر، و بازیکن سافت‌بال اهل ایالات متحده آمریکا بود.